# Marksistowsko-Leninowska Partia Niemiec
Marksistowsko-Leninowska Partia Niemiec (niem. Marxistisch-Leninistische Partei Deutschlands, MLPD) – niemiecka maoistowska partia polityczna o programie antyrewizjonistycznym, założona w 1982 w Bochum. W latach 1972–1982 działała pod nazwą „Komunistyczny Związek Robotniczy Niemiec” (Kommunistischer Arbeiterbund Deutschlands).
MLPD zaliczana jest do grona ugrupowań ultralewicowych. Młodzieżówką partii jest stowarzyszenie Rebell. 
Od 2017 przewodniczącą jest Gabi Fechtner (z domu Gärtner).
W wyborach federalnych w 2005 r. partia lansowała się jako alternatywa wobec Linkspartei. MLPD uzyskała ostatecznie 0,1 proc. głosów. Największe poparcie ugrupowanie uzyskało w Saksonii-Anhalcie oraz Turyngii (0,4 proc.).